# Zgornje Danje
Zgornje Danje so naselje v Občini Železniki.